# Pseudocardinale
Nella storia della Chiesa cattolica, uno pseudocardinale o anticardinale è un cardinale creato da un antipapa. Tale atto non è riconosciuto dalla Chiesa cattolica e la nomina a cardinale decade con la morte dello stesso antipapa; tuttavia in numerosi casi gli pseudocardinali furono riconfermati dai papi legittimi, acquisendo in tal modo tutti i diritti di tale carica.